# 専門家会議 (イラン)
専門家会議（せんもんかかいぎ、ペルシア語: مجلس خبرگانMajles-e Khebregān）あるいは指導者選出専門家会議（しどうしゃせんしゅつせんもんかかいぎ）は、イランの最高指導者を選出するムジュタヒド88名から構成される合議体であり、また同時に最高指導者の活動を監察する。議員の任期は8年で、普通直接選挙によって選出される。
一部では、このような宗教界によって構成される組織の必要性に疑問を呈する向きもある。

## 権能
イラン・イスラーム共和国憲法によれば、専門家会議は最高指導者の監督、罷免、選出を担当する。最高指導者はイスラーム的学識、公正、敬虔、政治的社会的見識、分別、勇気、行政能力、十分な指導力などの資格を満たす者を選出しなければならない。また最高指導者が憲法に定められた義務の遂行ができないとき、あるいは憲法に明記される資格の欠如が明らかになった場合は罷免される。これら最高指導者に関わる決定権限をもつのが専門家会議である。最高指導者の死去、辞任、罷免にあたっては専門家会議は可能な限り短時間で新最高指導者を任じなければならない。専門家会議は6ヵ月ごとに招集され、前最高指導者の退任・死去にあたっての新指導者を選出する。専門家会議では指導者としての資格を満たす会議内の全てのイスラーム法学者について評価・検討を行う。その結果、イスラーム法規定、イスラーム法をめぐる諸事項、政治的社会的問題、一般的な人気、あるいは指導者としてのその他の点などで傑出した者が議員にあれば、この者を最高指導者として選出し、複数の候補があれば議員中から一人を選出して指導者と宣言する。
憲法には専門家会議議員たるの要件は特に定められておらず、その議員候補者要件については専門家会議自身の決定に預けられている。専門家会議は同会議議員すべてがフィクフ（イスラーム法学）の専門家でなければならないとする法を可決した。これは最高指導者の活動がイスラーム法および憲法に従い違反するところがないことを審査・確認するために必要な要件として定められた。同法は改革派の批判を招き、2006年の専門家会議選挙では非イスラーム法学者も議員たりうるべきか否か、さらには立候補資格審査権限を監督者評議会に与えるべく改正するか否かが争点となった。現状、全ての専門家会議議員候補者は、イジュティハード資格について、書面および口頭での審査を通じて監督者評議会に承認されなければならない。
現在の専門家会議議員の平均年齢は60歳以上で任期中の退任・死亡などによる補欠選挙も多い。また専門家会議およびその議事録は非公開である。

## 歴史
専門家会議はイラン・イスラーム共和国憲法に基づいて1983年に設置された。第1期専門家会議はアーヤトッラー・アリー・ホセイン・モンタゼリーを最高指導者ルーホッラー・ホメイニーの後継者として選出し、1989年、ホメイニーがモンタゼリーを批判すると、専門家会議は後継者としての選出を撤回した。1989年6月3日、ホメイニーが死去すると専門家会議はアリー・ハーメネイーを第2代の最高指導者として選出した。これは円滑な権力継承を示すためでもあった。
専門家会議議員は8年ごとに選出される。したがって1983年、1991年、1999年に始まる3期があり、次期専門家会議は2007年からの第4期となる。第4期は「選挙集中」計画により例外的に10年間の任期となる予定で、これは専門家会議と議会選挙を同時におこなうことで選挙費用の圧縮をめざすためである。

## 第5期専門家会議
第5期専門家会議選挙は、第10期国会議員選挙と同日の2016年2月26日に投票が行われた。88議席に対して候補者は159人であった。
テヘラン選挙区（定数16）では、専門家会議議長のモハンマド・ヤズディーと保守派（原理派）のモハンマド・タギー・メスバーフ＝ヤズディーが落選、これに対して、穏健派のアリー・アクバル・ハーシェミー・ラフサンジャーニーは同選挙区トップ、現職大統領のハサン・ロウハーニーは同3位で当選を果たしている。
第5期専門家会議議長には、保守派のアフマド・ジャンナティーが選出された。

## 第4期専門家会議
2007年からの第4期専門家会議の選挙は2006年12月15日に施行された。本選挙で注目されるのは穏健派の元大統領アリー・アクバル・ハーシェミー・ラフサンジャーニーが、現大統領マフムード・アフマディーネジャードと関係の深い強硬派候補を破って86人中トップ当選を果たしたことである。ラフサンジャーニーは2005年の大統領選決選投票でアフマディーネジャードに敗れたが、この専門家会議では強硬派のアーヤトッラー・モハンマド・タギー・メスバーフ・ヤズディーの2倍近い票を得た。最終的にはラフサンジャーニーに近い立場の者が65人以上選出されている。投票率は60%で以前の選挙と比べ著しく高くなっている。
同選挙の得票は一部が明らかになっている。テヘラン選挙区での上位16名は以下の通りとされる。
1. - アリー・アクバル・ハーシェミー・ラフサンジャーニー 1,310,010
2. - アリー・メシュキーニー 839,834,
3. - モハンマド・ヤズディー 823,602,
4. - モハンマド・エマーミー＝カーシャーニー 823,308,
5. - アフマド・ジャンナティー 787,908,
6. - モハンマド・タギー・メスバーフ＝ヤズディー 726,498,
7. - ハサン・ロウハーニー 669,990,
8. - モフセン・ゴミー 625,428,
9. - セイイェド・モフセン・アーガー・ミール・モハンマド・アリー（ハッラーズィー） 618,752,
10. - モフセン・カーゼルーン（カーゼルーニー） 612,973,
11. - ゴルバーンアリー・ドッリー＝ナジャファーバーディー 595,893,
12. - モハンマド・バーゲル・バーゲリー（バーゲリー・カーニー） 536,928,
13. - レザー・オスターディー＝モガッダム 520,674,
14. - モハンマド・モハンマド・ダヴィー＝サラーエイー（モハンマド・ギーラーニー） 520,626,
15. - セイイェド・モハンマド・ハサン・マルアシー（シューシュタリー） 501,222
16. - アブドンナビー・ナマーズィー 492,146

## 第3期専門家会議
第3期専門家会議はアーヤトッラー・アリー・メシュキーニー（アリー・アクバル・ハーシェミー・ラフサンジャーニーが代理）およびアーヤトッラー・エブラーヒーム・アミーニーが議長を務めた。書記はゴルバーンアリー・ドッリー＝ナジャファーバーディーとアフマド・ハータミーであった。各州からの議員は以下の通りである。
| - テヘラン: 1. ハーシェミー・ラフサンジャーニー, アクバル 2. メシュキーニー, アリー・アクバル 3. モハンマド・モハンマディー・レイ＝シャフリー 4. イマーミー・カーシャーニー, モハンマド 5. モハンマド・ヤズディー 6. ジャンナティー, アフマド 7. モハンマド・レザー・タヴァッソリー 8. ドッリー＝ナジャファーバーディー, ゴルバーンアリー 9. メスバーフ・ヤズディー, モハンマド・タギー 10. アンサーリー, マジード 11. アサディー・ハンサーリー, アーガー・バーゲル 12. ハッラーズィー, モフセン 13. モハンマド・モハンマディー・ギーラーニー 14. ゴミー, モフセン 15. オスターディー, レザー 16. レズヴァーニー, ゴラーム・レザー - 東アーザルバーイジャーン: 1. モジュタヘド・シャベスターリー, モフセン 2. レイハーニー, セイイェド・アボルファズル 3. ハーシェムザーデ・ハリースィー, ハーシェム 4. アフマディー, アリー 5. オルーミヤーン, アリー - 西アーザルバーイジャーン: 1. ガッファーリー・ガーレバーグ, ミール＝アクバル 2. プール＝ミール・ガッファーリー, セイイェド・モフセン 3. ゴレイシー, ミール＝アリー・アクバル - エスファハーン: 1. ヤスレビー, セイイェド・メフディー 2. マザーヘリー・テヘラーニー, ミールザー・ホセイン 3. ハーシェミー, セイイェド・エスマーイール 4. モグタダーイー, モルテザー 5. マフダヴィー, アボルハサン - アルダビール: 1. ハリールザーデ, ブーク・アーガー （没。セイイェド・ハータミー, ミール・エブラーヒームが補欠) 2. ヌーラーニー・タギー・デイザジュ, モスタファ - イーラーム: 1. モハンマディー, ラヒーム - ブーシェフル: 1. アブドンナビー・ナマーズィー | - チャハール＝マハール・バフティヤーリー: 1. ハーッジ・アミーニー・ナジャファーバーディー, エブラーヒーム - ホラーサーン: 1. エバーディー, セイイェド・メフディー 2. ハザーリー, アボルガーセム 3. ハーシェミー・シャールーディー, セイイェド・マフムード 4. マーソミー, アリー・アスガル 5. フェルドゥスィー, プール＝エスマーイール 6. メフマーン・ナヴァーズ, ハビーボッラー 7. ヴァーエゼ・タバスィー, アッバース 8. アーラミー, ハサン - フーゼスターン: 1. シャーフェイー, セイイェド・アリー 2. ムーサヴィー, セイイェド・モハンマド・アリー 3. アッバースィー・ファルド, モハンマド・レザー 4. アリー・ファッラヒヤーン 5. アッバース・キャビー・ナサブ 6. モハンマディー・アラーギー, モフセン - ザンジャーン: 1. ムーサヴィー, セイイェド・エスマーイール - セムナーン州: 1. アーラミー, モハンマド・アリー - スィースターン・バルーチェスターン: 1. ホセイニー, セイイェド・モジュタバー 2. マダーニー, モハンマド・エスハーク - ファールス: 1. ダストゲイブ, セイイェド・アリー・アスガル 2. ダストゲイブ, セイイェド・アリー・モハンマド 3. ベヘシュティー, アフマド 4. ホセイニー, セイイェド・モハンマド・ホセイン 5. イーエマーニー, アサドッラー - ゴム: 1. セイイェド・ロウハーニー, アーガー・メフディー - ガズヴィーン: 1. ムーサヴィー プール, セイイェド・ハサン 2. シェイフ・モハンマディー, アリー - コルデスターン: 1. シェイホルエスラーミー, モハンマド 2. アブドルガーデル・ザーヘディー | - ケルマーンシャー: 1. アフマディー, ゼクロッラー 2. ザランディー, ホセイン - ケルマーン: 1. セイイェド・アフマド・ハータミー 2. ハーシェミヤーン, モハンマド 3. モハンマド・アリー・モヴァーヘディー - コフギールイェ・ブーイェル＝アフマド: 1. マレク・ホセイニー, セイイェド・ケラマトッラー - ゴレスターン: 1. ヌール・モフィーディー, セイイェド・カーゼム 2. ターヘリー, セイイェド・ハビーボッラー - ギーラーン: 1. アミーニヤーン, モフタール 2. マフフーズィー, アッバース 3. ゴルバーニー, ゼイノルアーベディーン 4. タスヒーリー, モハンマド・アリー - ロレスターン: 1. ターヘリー・ホッラマーバーディー, セイイェド・ハサン 2. シャーロヒー, セイイェド・モハンマド・タギー - マルキャズィー: 1. モフセニー・ギャラカーニー, アフマド 2. ミール＝モハンマディー, セイイェド・アボルファズル - マーザンダラーン: 1. ジャッバリー, セイイェド・サーベル 2. サーデグ・ラーリージャーニー 3. キャリーム・キャラビー, セイイェド・ジャアファル 4. ロウハーニー・ラード, ハーディー - ホルモズガーン: 1. アンヴァリー, ミールザー・モハンマド - ハマダーン: 1. サーベリー・ハマダーニー, アフマド 2. ダベスターニー, セイイェド・アボルハサン - ヤズド: 1. ハータム・ヤズディー, アッバース・アーガー |